# Савка-Качмар Марія Федорівна
Марія Федорівна Савка-Качмар (Круглова; нар. 10 жовтня 1939, Кам'янка-Липник Львівської області) — українська скульпторка, керамістка родом з Львівщини. Членкиня Спілки радянських художників України з 1988 року. Мати художника Василя Качмара.

## Біографія
Закінчила Львівський коледж прикладного та декоративного мистецтва, а також Львівську академію мистецтв. Працює в галузі монументальної та станкової художньої кераміки. Авторка близько тридцяти скульптурних портретів.  З 1967 викладає у Львівській дитячій мистецькій школі.
Роботи
- Декоративні настінні вази та рельєфи («Коваль», «Ганчар», «Колядники»).
- Тематичні композиції («Яворівське весілля», «Лемківське весілля», «Сум трембіти», «Енеїда», «Бабуся і онука») та ін.
- «Крізь терен» (1970, кольорова теракота, 93×46×60).[4]
- Проект пам'ятника Т. Г. Шевченку (1988, шамот, ангоби, 110×45×45).[5]
- Портрет Лесі Українки (1996, шамот, поливи).[6]
- Портрет Олени Степанівни (2010).[2]
- Портрет митрополита Андрея Шептицького (зберігається в Національному музеї у Львові).[3]
- Портрет папи Івана Павла II.[3]
- «Казка», декоративний пласт (кам'яна маса, кольорова полива, 31×19×12).[4]